# Gokokuji (metropolitana di Tokyo)
Gokokuji (護国寺駅?, Gokokuji-eki) è una stazione della metropolitana di Tokyo, si trova a Bunkyō. La stazione è servita dalla linea Yūrakuchō della Tokyo Metro e prende il nome da un tempio buddista situato nelle vicinanze.

## Struttura
La stazione è dotata di una piattaforma a isola con due binari.
| 1 | Linea Yūrakuchō | per Iidabashi, Yūrakuchō e Shin-Kiba        |
| 2 | Linea Yūrakuchō | per Ikebukuro, Wakōshi, Shinrinkōen e Hannō |

## Stazioni adiacenti
| «                 | Servizio        | »               |
| Linea Yūrakuchō   | Linea Yūrakuchō | Linea Yūrakuchō |
| ----------------- | --------------- | --------------- |
| Higashi-Ikebukuro | -               | Edogawabashi    |